# 2340 Hator
2340 Hator é um asteroide próximo da Terra que faz parte da família de asteroides Aton. Ele possui uma magnitude absoluta de 20,0 e tem um diâmetro estimado entre 0,3 km. Hator passou a 0,007752 UA (1 159 700 km) da Terra em 20 de outubro de 1976.

## Descoberta e nomeação
2340 Hator foi descoberto no dia 22 de outubro de 1976 pelo astrônomo Charles Thomas Kowal. O asteroide recebeu o nome de Hator, a deusa do amor, beleza, música, maternidade e alegria da mitologia egípcia. Conhecida a filha de Rá, Hator também foi identificada com Afrodite. O nome foi proposto por E. Helin, que fez uma descoberta independente do objeto, e também fez observações cruciais de recuperação em 1981. Hator foi o 3º asteroide Aton a ser contados.

## Características orbitais
A órbita de 2340 Hator tem uma excentricidade de 0,450 e possui um semieixo maior de 0,844 UA. O seu periélio leva o mesmo a uma distância de 0,464 UA em relação ao Sol e seu afélio a 1,224 UA.